# أنيس سوريه
جين جيرمان بيرث أنيس سوريه (21 يناير 1902 - 30 سبتمبر 1928) ممثلة وراقصة وحاملة لقب ملكة جمال فرنسية فزت في مسابقة في أول مسابقة ملكة جمال فرنسا 1920، حبها للمثلة الفرنسة سارة برنار قادها في محاولتها السينائية الأولى حيث ظهرت في دور الرئيسي في فيلم زنبق مونت سانت ميشيل، والذي حقق نجاحًا نقديًا وتجاريًا.

## نشأتها
ولدت جين جيرمين بيرث أنيس سوريه من الباسك في بايون في 21 يناير 1902، وهي ابنة غير الشرعية لراقصة الباليه السابقة تدعى مارغريت سوريه. كان جدها هنري سوريه مسؤول الجمارك في بلدة بيداري. قضت سنواتها الأولى في إسبليت في لابورد، شمال بلاد الباسك.

## وفاتها
توفيت أنيس سوريه بسبب التهاب الصفاق في 30 سبتمبر 1928 عن عمر يناهز 26 عامًا أثناء قيامها بجولة في الأرجنتين. لضمان إعادة جثتها إلى فرنسا ، جمعت مارغريت والدة سوريه الأموال عن طريق بيع العديد من سلعها بما في ذلك منزلها في إسبليت. تم دفن أنييس سوريه في منزلها في قرية إقليم الباسك في مقبرة تحتوي على تمثال لوسيان دانغليد.